# Berry (Alabama)
Berry es un pueblo situado en el condado de Fayette, Alabama, Estados Unidos. Tiene una población estimada, a mediados de 2022, de 1201 habitantes.

## Demografía
Según el censo de 2000, en ese momento los ingresos medios de los hogares eran de $20,214 y los ingresos medios de las familias eran de $26,083. Los ingresos per cápita para la localidad eran de $12,635. Los hombres tenían ingresos medios por $28,500 frente a los $20,714 que percibían las mujeres.
De acuerdo con la estimación 2017-2021 de la Oficina del Censo, los ingresos medios de los hogares de la localidad son de $43,300 y los ingresos medios de las familias son de $62,917.

## Geografía
La localidad está ubicada en las coordenadas 33°40′01″N 87°36′34″O / 33.66694, -87.60944 (33.666702, -87.609311).
Según la Oficina del Censo de los Estados Unidos, tiene una superficie total de 27.90 km².